# Малі Будки
Малі́ Будки́ — село в Україні, у Коровинській сільській громаді Роменського району Сумської області. Населення становить 273 осіб. До 2017 року орган місцевого самоврядування — Коровинська сільська рада.

## Назва
Малі та Великі Будки – місця колишніх будних станів.
Головний продукт цього виробництва – поташ, який широко використовувався з давніх часів, як миючий засіб, був продуктом переробки деревного попелу. Для виробництва одного пуду (16кг.) поташу необхідно було переробити 17 пудів попелу. Інтенсивний розвиток будництва в нашому краї припадає на кінець XVI – першу половину XVII століття. Головним чинником, що сприяв його росту, був високий попит за кордоном на продукцію поташного промислу – «фальбу» (деревну золу, доведену до певної кондиції), «смальцований попіл» (перепалену в печах фальбу), а також кальцинований поташ  потрібний  для виробництва мила, селітри, скла, сукна, фарб та відбілювачів, для миття вовни і в табачному виробництві.

## Географія
Село Малі Будки знаходиться на березі річки Бишкінь в місці впадання в неї річки Хусть, вище за течією на відстані 4 км розташоване село Томашівка, вище за течією річки Хусть на відстані в 2,5 км розташоване село Беседівка, нижче за течією на відстані 1,5 км розташоване село Ракова Січ. До села примикає лісовий масив (дуб).

## Історія
- 12 червня 2020 року, відповідно до розпорядження Кабінету Міністрів України № 723-р «Про визначення адміністративних центрів та затвердження територій територіальних громад Сумської області», село увійшло до складу Коровинської сільської громади[1].
- 19 липня 2020 року, в результаті адміністративно-територіальної реформи та ліквідації  Недригайлівського району, громада увійшла до складу новоутвореного Роменського району[2].

## Політика

### Парламентські вибори, 2019
На позачергових парламентських виборах 2019 року у селі функціонувала окрема виборча дільниця № 590380, розташована у приміщенні адмінбудинку.
Результати
- зареєстровано 95 виборців, явка 64,21%, найбільше голосів віддано за «Слугу народу» і Всеукраїнське об'єднання «Батьківщина» — по 27,87%, за «Опозиційну платформу — За життя» і Радикальну партію Олега Ляшка — по 13,11%[3]. В одномандатному окрузі найбільше голосів отримав Віктор Ладуха (Всеукраїнське об'єднання «Батьківщина») — 22,95%, за Анатолія Кобзаренка (самовисування) — 19,67%, за Максима Гузенка (Слуга народу) і Ігоря Шкурата (самовисування) — по 16,39%[4].

## Пам'ятки
- Курганний могильник 1 (VI—III ст. до н. е.);
- Курганний могильник 2 (VI—III ст. до н. е.);
- Братська могила радянських воїнів[d];

## Відомі люди
- Євтушенко Василь Мусійович (1933) — український радянський діяч, генерал-майор, 1-й заступник голови КДБ Української РСР. Депутат Верховної Ради УРСР 11-го скликання. Член ЦК КПУ в 1986—1990 р.
- Савченко Григорій Тимофійович (1966) — український підприємець і політик;

## Більш розгорнуту інформацію про село можна отримати пройшовши за посиланням
- Погода в селі Малі Будки [Архівовано 19 грудня 2011 у Wayback Machine.].